# Yung Yury
Yung Yury ist ein deutscher Rapper. Er kombiniert Deutschrap mit Techno und komponiert Liebessongs 

## Leben
Über Yung Yury ist nur wenig bekannt. Er begann seine musikalische Karriere 2021 über die Plattformen TikTok und Instagram. Er begann mit zeitgenössischem Rap beziehungsweise Trap. Später begann er Techno mit Rap zu vermischen, was bei den Fans gut ankam. 2023 gelang ihm mit dem Snippet zum Song Tabu. ein viraler Hit. Mehr als 15.000 Videos wurden zu dem Songauszug kreiert. Die Single erschien als „Yung Yury & Damn Yury“. Bei Damn Yury, dem vermeintlichen Produzenten des Stücks, handelt es sich vermutlich ebenfalls um ein Pseudonym des Künstlers. Das Lied erreichte Platz zwei der deutschen und Rang acht der österreichischen Singlecharts. In der Schweizer Hitparade kam es auf Position 68.

## Diskografie
Alben
- 2024: Lovescars (mit Damn Yury)
- 2025: 1999 (mit Damn Yury)

Singles
- 2021: MDB (mit Ale & 5Zero)
- 2021: Level up (mit Dizzepticon, Pa Ruskij, C. Blue & 5Zero)
- 2021: Riden (mit Pa Ruskij)
- 2021: Non Stop (mit Rich Ares)
- 2021: Unendlich (mit Pa Ruskij)
- 2021: Mische (mit Pa Ruskij)
- 2022: Frozen (mit nosmoke155)
- 2022: Emotions
- 2022: Winter (mit nosmoke155)
- 2022: Demons on My Mind
- 2022: Keine Liebe (mit nosmoke155)
- 2022: ICE (mit Pa Ruskij)
- 2022: Sprite (mit Pa Ruskij)
- 2022: Sorgen (mit Dex)
- 2022: Lauf weg (mit nosmoke155)
- 2022: Nicht Erwachsen (mit nosmoke155)
- 2022: 13 (mit nosmoke155 & Dex)
- 2022: Moonlight (mit Yin Yang Beats & Finity)
- 2022: Molly (mit nosmoke155)
- 2022: Sag mir wenn du wach bist (mit Pbb Yea, Day 21 & Factoree Collective)
- 2023: Eiskalt (mit Day 21)
- 2023: Du (mit BroyS)
- 2023: Tabu. (mit Damn Yury)
- 2023: Phantasie (mit nosmoke155 & Damn Yury)
- 2023: Zeit bleib stehen (mit Damn Yury)
- 2023: Nächte ohne Schlaf (mit Damn Yury)
- 2023: Lass los (mit Damn Yury & Endzone)
- 2023: Boo (mit Damn Yury & Lexi K)
- 2023: Berliner Luft (mit Damn Yury)
- 2023: Ich wollte nie dass wir uns lieben (mit Damn Yury)
- 2023: Danke Amor (mit Damn Yury & Ben Factor)
- 2024: Mein Herz (mit Damn Yury)
- 2024: Würdest du alles für mich tun (mit Damn Yury & Dueja)
- 2024: Tausend Farben (mit Damn Yury & Fourty)
- 2024: Nie für mich da (mit Aype & Damn Yury)
- 2024: Glaube es ist Liebe (mit Damn Yury)
- 2024: Dreh dich (mit Damn Yury & Day 21)
- 2024: Ritalin (mit Damn Yury)
- 2024: Lange Reise (mit Enchpannt & Fewtile)
- 2024: Ritalin (mit Damn Yury)
- 2024: Aspirin (mit Damn Yury & Edo Saiya; #3 der deutschen Single-Trend-Charts am 6. September 2024[4])
- 2024: Immer da (Peter Pan) (mit Luca-Dante Spadafora)
- 2024: Dosis (mit Damn Yury)
- 2024: Bleib da (mit Damn Yury & Fewtile)
- 2024: Lichter der Stadt (mit Damn Yury)
- 2025: Jolene (mit Damn Yury & Lugatti & 9ine)
- 2025: Traum (Mit Damn Yury)
- 2025: HEY! (Mit Damn Yury)
- 2025: PUFFER (Mit Aylo & Damn Yury & Fewtille und Hotbox)
- 2025: Bettler of Wine (mit Mama Yury und Damn Yury)
- 2025: Ich will nkcht das du mich vergissst.. (Mit Damn Yury)
- 2025: Diana (Mit Damn Yury)

## Auszeichnungen für Musikverkäufe
Anmerkung: Auszeichnungen in Ländern aus den Charttabellen bzw. Chartboxen sind in ebendiesen zu finden.
| Land/RegionAuszeichnungen für Musikverkäufe (Land/Region, Auszeichnungen, Verkäufe, Quellen) | Gold | Platin  | Verkäufe | Quellen           |
| -------------------------------------------------------------------------------------------- | ---- | ------- | -------- | ----------------- |
| Deutschland (BVMI)                                                                           | —    | Platin1 | 600.000  | musikindustrie.de |
| Insgesamt                                                                                    | —    | Platin1 |          |                   |